# TV-produktionsbolag
Ett TV-produktionsbolag är ett bolag inriktat på att producera TV-program, inslag, musikvideor och annat material för television, inklusive för storbildsvisning på fotbollsmatcher. Bland de aktiviteter som produktionsbolag gör är att pitcha sina idéer (programformat) för en TV-kanal och sedan genomgå processen för att framställa manus, rollbesätta, spela in, klippa, ljudsätta verket och skaffa upphovsrättsliga licenser.
Ett tidigt exempel är det amerikanska produktionsbolaget MTM, som bland annat producerade The Mary Tyler Moore Show. Den forskning som genomförts på TV-produktionsbolag omfattar bland annat de regler bolagen lyder under, ägarskapsförhållanden, samt den kreativa processen i kontrast med idén om en upphovsperson. Produktionsbolagen delas ofta in i "above the line" respektive "below the line" (chefer respektive arbetare).
I Sverige står TV-produktionsbolagen för nästan alla program som sänds i de kommersiella kanalbolagen, medan Sveriges Television producerar en stor del av sina program in-house, bortsett från särskilt drama-, underhållnings- och faktaprogram där cirka 50% av programmen produceras externt. Många av de som arbetar på TV-produktionsbolag är frilansare, utan kollektivavtal. I samband med att delar av publiken gått över från tablålagd TV till streamingtjänster har flera produktionsbolag fått lägga ner.